# Resolutie 1902 Veiligheidsraad Verenigde Naties
Resolutie 1902 van de Veiligheidsraad van de Verenigde Naties werd unaniem door de VN-Veiligheidsraad aangenomen op 17 december 2009 en verlengde het VN-kantoor in Burundi met een jaar. Het land werd daarnaast gevraagd vrije en eerlijke verkiezingen mogelijk te maken en te blijven hervormen en strijden tegen de corruptie.

## Achtergrond
Na Burundi's onafhankelijkheid van België in 1962 werd het land een monarchie. In 1966 werd de koning in een staatsgreep vervangen door een president. Toen de voormalige koning in 1972 vermoord werd brak een burgeroorlog uit tussen Tutsi's en Hutu's in het land. Daarna losten de dictators elkaar met opeenvolgende staatsgrepen af. Begin 1994 kwam de president samen met zijn Rwandese collega om het leven toen hun vliegtuig werdneergeschoten. Daarop brak in beide landen een burgeroorlog uit tussen Hutu's en Tutsi's waarbij honderdduizenden omkwamen. In 2000 werd een overgangsregering opgericht en pas in 2003 kwam die een staakt-het-vuren overeengekomen met de rebellen. In juni 2004 kwam een VN-vredesmacht die tot 2006 bleef. Hierna volgden echter wederom vijandelijkheden tot in augustus 2008 opnieuw een staakt-het-vuren werd getekend.

## Inhoud

### Waarnemingen
Er waren akkoorden bereikt tussen de Burundese overheid en de FNL-rebellen in het land. Voor 2010 stonden belangrijke verkiezingen gepland. Doch waren er nog steeds mensenrechtenschendingen, ingeperkte vrijheid en politiek geweld in Burundi.

### Handelingen
Het mandaat van het VN-Kantoor in Burundi, BINUB, werd verlengd tot 31 december 2010. Het kantoor werd opgedragen de geplande verkiezingen mee te ondersteunen. In september 2009 had president Pierre Nkurunziza een nationale campagne gelanceerd om de bevolking voor te lichten.
De overheid en de Palipehutu-FNL-rebellen werden opgeroepen hun akkoorden uit december 2008 uit te voeren en de laatste fase van het vredesproces met succes af te ronden.
Men was specifiek diep bezorgd om seksueel geweld. De overheid werd opgeroepen stappen te ondernemen om dit te voorkomen en de verantwoordelijken te berechten. Voorts verwelkomde de Raad de vrijlating van alle kindsoldaten door de gewapende groeperingen.

## Verwante resoluties
- Resolutie 1791 Veiligheidsraad Verenigde Naties (2007)
- Resolutie 1858 Veiligheidsraad Verenigde Naties (2008)
- Resolutie 1959 Veiligheidsraad Verenigde Naties (2010)

Lijst ·  1860 ·  1861 ·  1862 ·  1863 ·  1864 ·  1865 ·  1866 ·  1867 ·  1868 ·  1869 ·  1870 ·  1871 ·  1872 ·  1873 ·  1874 ·  1875 ·  1876 ·  1877 ·  1878 ·  1879 ·  1880 ·  1881 ·  1882 ·  1883 ·  1884 ·  1885 ·  1886 ·  1887 ·  1888 ·  1889 ·  1890 ·  1891 ·  1892 ·  1893 ·  1894 ·  1895 ·  1896 ·  1897 ·  1898 ·  1899 ·  1900 ·  1901 ·  1902 ·  1903 ·  1904 ·  1905 ·  1906 ·  1907